# Grand Prix Hassan II
Il Grand Prix Hassan II è un torneo di tennis maschile che si svolge annualmente in Marocco, più precisamente a Casablanca fino al 2015 ed a Marrakech dal 2016 in avanti, su campi in terra rossa. Fa parte della categoria ATP 250 nell'ambito dell'ATP Tour. Dal 1984 al 1989 ha fatto parte dell'ATP Challenger Tour. È l'unico torneo del circuito ATP che si disputa in Africa.
In singolare soltanto lo spagnolo Pablo Andújar (2011, 2012, 2018) è riuscito a imporsi tre volte, seguito dall'argentino Guillermo Pérez Roldán (1992, 1993) a quota due. Sono 2 le vittorie nel doppio per la coppia composta dai cechi František Čermák e Leoš Friedl (2003, 2005) e per quella composta dal rumeno Horia Tecău, che detiene il record con 3 titoli nel doppio, e dallo svedese Robert Lindstedt (vincitori nel 2010 e nel 2011). L'austriaco Julian Knowle è l'unico ad aver vinto 2 edizioni con compagni diversi (Jürgen Melzer nel 2006 e Filip Polášek nel 2013). Le edizioni del 2020 e del 2021 non vengono disputate a causa della pandemia di COVID-19.

## Albo d'oro

### Legenda
| ATP Tour   |
| Challenger |

### Singolare
| Anno       | Vincitore                             | Finalista                             | Punteggio                             |
| ---------- | ------------------------------------- | ------------------------------------- | ------------------------------------- |
| 2025       | Luciano Darderi                       | Tallon Griekspoor                     | 7–6(3), 7–6(4)                        |
| 2024       | Matteo Berrettini                     | Roberto Carballés Baena               | 7–5, 6–2                              |
| 2023       | Roberto Carballés Baena               | Alexandre Müller                      | 4–6, 7–6(3), 6–2                      |
| 2022       | David Goffin                          | Alex Molčan                           | 3–6, 6–3, 6–3                         |
| 2021- 2020 | Annullato per pandemia di Coronavirus | Annullato per pandemia di Coronavirus | Annullato per pandemia di Coronavirus |
| 2019       | Benoît Paire                          | Pablo Andújar                         | 6–2, 6–3                              |
| 2018       | Pablo Andújar (3)                     | Kyle Edmund                           | 6–2, 6–2                              |
| 2017       | Borna Ćorić                           | Philipp Kohlschreiber                 | 5–7, 7–6(3), 7–5                      |
| 2016       | Federico Delbonis                     | Borna Ćorić                           | 6–2, 6–4                              |
| 2015       | Martin Kližan                         | Daniel Gimeno Traver                  | 6–2, 6–2                              |
| 2014       | Guillermo García López                | Marcel Granollers                     | 5–7, 6–4, 6–3                         |
| 2013       | Tommy Robredo                         | Kevin Anderson                        | 7–6(6), 4–6, 6–3                      |
| 2012       | Pablo Andújar (2)                     | Albert Ramos Viñolas                  | 6–1, 7–6(5)                           |
| 2011       | Pablo Andújar (1)                     | Potito Starace                        | 6–1, 6–2                              |
| 2010       | Stan Wawrinka                         | Victor Hănescu                        | 6–2, 6–3                              |
| 2009       | Juan Carlos Ferrero                   | Florent Serra                         | 6–4, 7–5                              |
| 2008       | Gilles Simon                          | Julien Benneteau                      | 7–5, 6–2                              |
| 2007       | Paul-Henri Mathieu                    | Albert Montañés                       | 6–1, 6–1                              |
| 2006       | Daniele Bracciali                     | Nicolás Massú                         | 6–1, 6–4                              |
| 2005       | Mariano Puerta                        | Juan Mónaco                           | 6–4, 6–1                              |
| 2004       | Santiago Ventura                      | Dominik Hrbatý                        | 6–3, 1–6, 6–4                         |
| 2003       | Julien Boutter                        | Younes El Aynaoui                     | 6–2, 2–6, 6–1                         |
| 2002       | Younes El Aynaoui                     | Guillermo Cañas                       | 3–6, 6–3, 6–2                         |
| 2001       | Guillermo Cañas                       | Tommy Robredo                         | 7–5, 6–2                              |
| 2000       | Fernando Vicente                      | Sébastien Grosjean                    | 6–4, 4–6, 7–6(3)                      |
| 1999       | Alberto Martín                        | Fernando Vicente                      | 6–3, 6–4                              |
| 1998       | Andrea Gaudenzi                       | Álex Calatrava                        | 6–4, 5–7, 6–4                         |
| 1997       | Hicham Arazi                          | Franco Squillari                      | 3–6, 6–1, 6–2                         |
| 1996       | Tomás Carbonell                       | Gilbert Schaller                      | 7–5, 1–6, 6–2                         |
| 1995       | Gilbert Schaller                      | Albert Costa                          | 6–4, 6–2                              |
| 1994       | Renzo Furlan                          | Karim Alami                           | 6–2, 6–2                              |
| 1993       | Guillermo Pérez Roldán (2)            | Younes El Aynaoui                     | 6–4, 6–3                              |
| 1992       | Guillermo Pérez Roldán (1)            | Germán López Montoya                  | 2–6, 7–5, 6–3                         |
| 1991       | Non disputato                         | Non disputato                         | Non disputato                         |
| 1990       | Thomas Muster                         | Guillermo Pérez Roldán                | 6–1, 6(3)–7, 6–2                      |
| 1989       | Tarik Benhabiles                      | Mark Koevermans                       | 7–6, 6–3                              |
| 1988       | Josef Čihák                           | David de Miguel Lapiedra              | 6–4, 6–2                              |
| 1987       | Lawson Duncan                         | Massimiliano Narducci                 | 7–5, 6–1                              |
| 1986       | Hans Schwaier                         | Jörgen Windahl                        | 6–3, 6–3                              |
| 1985       | Ronald Agénor                         | Ricki Osterthun                       | 2–6, 6–3, 6–4                         |
| 1984       | Hans Gildemeister                     | Chuck Willenborg                      | 6–7, 6–2, 6–1                         |

### Doppio
| Anno       | Vincitori                             | Finalisti                             | Punteggio                             |
| ---------- | ------------------------------------- | ------------------------------------- | ------------------------------------- |
| 2025       | Petr Nouza Patrik Rikl                | Hugo Nys Édouard Roger-Vasselin       | 6–3, 6–4                              |
| 2024       | Harri Heliövaara Henry Patten         | Alexander Erler Lucas Miedler         | 3–6, 6–4, [10–4]                      |
| 2023       | Marcelo Demoliner Andrea Vavassori    | Alexander Erler Lucas Miedler         | 6–4, 3–6, [12–10]                     |
| 2022       | Rafael Matos David Vega Hernández     | Andrea Vavassori Jan Zieliński        | 6–1, 7–5                              |
| 2021- 2020 | Annullato per pandemia di Coronavirus | Annullato per pandemia di Coronavirus | Annullato per pandemia di Coronavirus |
| 2019       | Jürgen Melzer (2) Franko Škugor       | Matwé Middelkoop Frederik Nielsen     | 6–4, 7–6(6)                           |
| 2018       | Nikola Mektić Alexander Peya          | Benoît Paire Édouard Roger-Vasselin   | 7–5, 3–6, [10–7]                      |
| 2017       | Dominic Inglot Mate Pavić             | Marcel Granollers Marc López          | 6–4, 2–6, [11–9]                      |
| 2016       | Guillermo Durán Máximo González       | Marin Draganja Aisam-ul-Haq Qureshi   | 6–2, 3–6, [10–6]                      |
| 2015       | Rameez Junaid Adil Shamasdin          | Rohan Bopanna Florin Mergea           | 3–6, 6–2, [10–7]                      |
| 2014       | Jean-Julien Rojer Horia Tecău (3)     | Tomasz Bednarek Lukáš Dlouhý          | 6–2, 6–2                              |
| 2013       | Julian Knowle (2) Filip Polášek       | Dustin Brown Christopher Kas          | 6–3, 6–2                              |
| 2012       | Dustin Brown Paul Hanley              | Daniele Bracciali Fabio Fognini       | 7–5, 6–3                              |
| 2011       | Robert Lindstedt (2) Horia Tecău (2)  | Colin Fleming Igor Zelenay            | 6–2, 6–1                              |
| 2010       | Robert Lindstedt (1) Horia Tecău (1)  | Rohan Bopanna Aisam-ul-Haq Qureshi    | 6–2, 3–6, [10–7]                      |
| 2009       | Łukasz Kubot Oliver Marach            | Simon Aspelin Paul Hanley             | 7–6(4), 3–6, [10–6]                   |
| 2008       | Albert Montañés Santiago Ventura      | James Cerretani Todd Perry            | 6–1, 6–2                              |
| 2007       | Jordan Kerr David Škoch               | Łukasz Kubot Oliver Marach            | 7–6(4), 1–6, [10–4]                   |
| 2006       | Julian Knowle (1) Jürgen Melzer (2)   | Michael Kohlmann Alexander Waske      | 6–3, 6–4                              |
| 2005       | František Čermák (2) Leoš Friedl (2)  | Martín García Luis Horna              | 6–4, 6–3                              |
| 2004       | Enzo Artoni Fernando Vicente          | Yves Allegro Michael Kohlmann         | 3–6, 6–0, 6–4                         |
| 2003       | František Čermák (1) Leoš Friedl (1)  | Devin Bowen Ashley Fisher             | 6–3, 7–5                              |
| 2002       | Stephen Huss Myles Wakefield          | Martín García Luis Lobo               | 6–4, 6–2                              |
| 2001       | Michael Hill Jeff Tarango             | Pablo Albano David Macpherson         | 7–6(2), 6–3                           |
| 2000       | Arnaud Clément Sébastien Grosjean     | Lars Burgsmüller Andrew Painter       | 7–6(4), 6–4                           |
| 1999       | Fernando Meligeni Jaime Oncins        | Massimo Ardinghi Vincenzo Santopadre  | 6–2, 6–3                              |
| 1998       | Andrea Gaudenzi Diego Nargiso         | Cristian Brandi Filippo Messori       | 6–4, 7–6                              |
| 1997       | João Cunha e Silva Nuno Marques       | Karim Alami Hicham Arazi              | 7–6, 6–2                              |
| 1996       | Jiří Novák David Rikl                 | Tomás Carbonell Francisco Roig        | 7–6, 6–3                              |
| 1995       | Tomás Carbonell Francisco Roig        | Emanuel Couto João Cunha e Silva      | 6–4, 6–1                              |
| 1994       | David Adams Menno Oosting             | Cristian Brandi Federico Mordegan     | 6–3, 6–4                              |
| 1993       | Mike Bauer Piet Norval                | Ģirts Dzelde Goran Prpić              | 7–5, 7–6                              |
| 1992       | Horacio de la Peña Jorge Lozano       | Ģirts Dzelde T. J. Middleton          | 2–6, 6–4, 7–6                         |
| 1991       | Non disputato                         | Non disputato                         | Non disputato                         |
| 1990       | Todd Woodbridge Simon Youl            | Paul Haarhuis Mark Koevermans         | 6–3, 6–1                              |
| 1989       | Jaroslav Bulant Richard Vogel         | Libor Pimek Florin Segărceanu         | 6–1, 6–3                              |
| 1988       | Josef Čihák Cyril Suk                 | Arnaud Boetsch Denis Langaskens       | 6–2, 6–0                              |
| 1987       | José López Maeso Alberto Tous         | Massimo Cierro Alessandro De Minicis  | 7–6, 6–2                              |
| 1986       | Agustín Moreno Larry Scott            | Tore Meinecke Ricki Osterthun         | 7–5, 6–2                              |

## Record

### Singolare maschile

#### Maggior numero di titoli in singolare
Di seguito i tennisti vincitori di almeno due edizioni del torneo in singolare.
| Tennista               | Vittorie | Edizioni         |
| ---------------------- | -------- | ---------------- |
| Pablo Andújar          | 3        | 2011, 2012, 2018 |
| Guillermo Pérez Roldán | 2        | 1992, 1993       |

#### Maggior numero di successi in singolare per nazionalità
| Pos. | Nazione     | Titoli | Edizioni                                                         |
| ---- | ----------- | ------ | ---------------------------------------------------------------- |
| 1    | Spagna      | 11     | 1996, 1999, 2000, 2004, 2009, 2011, 2012, 2013, 2014, 2018, 2023 |
| 2    | Argentina   | 5      | 1992, 1993, 2001, 2005, 2016                                     |
| 2    | Francia     | 5      | 1989, 2003, 2007, 2008, 2019                                     |
| 2    | Italia      | 5      | 1994, 1998, 2006, 2024, 2025                                     |
| 5    | Stati Uniti | 2      | 1985, 1987                                                       |
| 5    | Austria     | 2      | 1990, 1995                                                       |
| 5    | Marocco     | 2      | 1997, 2002                                                       |
| 8    | Cile        | 1      | 1984                                                             |
| 8    | Germania    | 1      | 1986                                                             |
| 8    | Rep. Ceca   | 1      | 1988                                                             |
| 8    | Svizzera    | 1      | 2010                                                             |
| 8    | Slovacchia  | 1      | 2015                                                             |
| 8    | Croazia     | 1      | 2017                                                             |
| 8    | Belgio      | 1      | 2022                                                             |